# Gabrielle Bernard

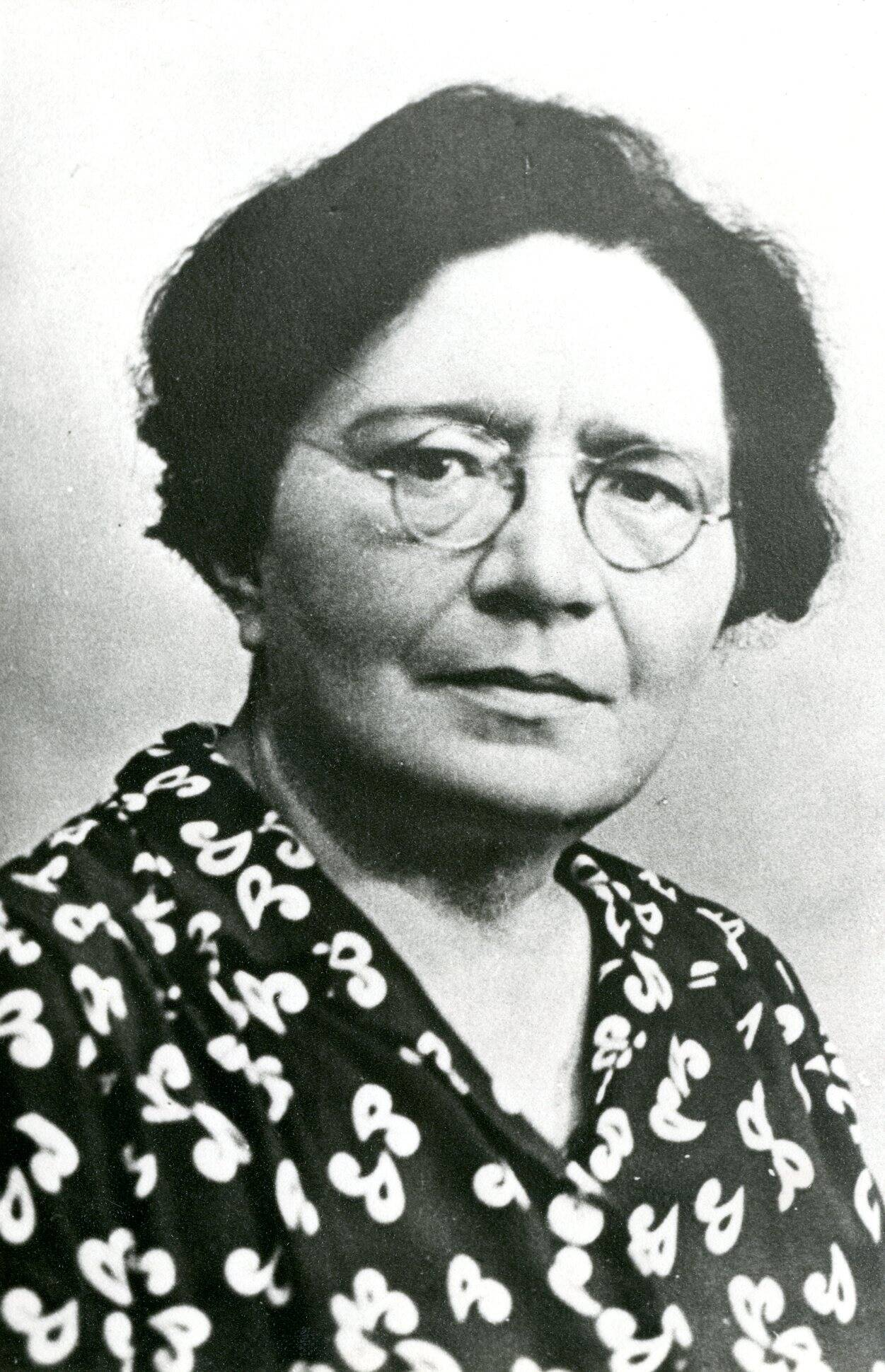
Gabrielle Bernard

Gabrielle Bernard (Moustier-sur-Sambre, 1893 - aldaar, 1963) was een Belgische poëtesse, ze schreef voornamelijk in het Waals.

## Levensloop
Gabrielle Bernard werd geboren in Moustier-sur-Sambre op 26 maart 1896. Ze woonde daar tot aan haar dood op 69-jarige leeftijd.
In 1930 leerde ze de Waalse taal op verzoek van Ernest Montellier. Het was toen dat ze Li Bètch-aus-rotches schreef.

## Uitgegeven werken
- C'èsteuve ayîr (Het was gisteren), Gembloux, J. Duculot, 1943. (De tekst werd geschreven in 1931, het werd bekroond door de Société de langue et de littérature wallonnes en werd gepubliceerd in het Bulletin de la Société de Littérature wallonne, vol. 64)
- En attendant la caravelle (Wachten op het karveel), 1936
- Boles di savon (Zeepbellen), Gembloux, J. Duculot, 1942
- Do vète, do nwâr (Het groene, het zwarte), Namur, Les Cahiers wallons, 1944
- Flora dal Houlote [Flora/planten? van de uil], drame poétique en 4 actes, Fosses, J. Romain, 1949

## Eerbetoon
- Een selectie van haar gedichten zijn opgenomen in Poèmes choisies van Gabrielle Bernard, gepubliceerd in La Vie wallonne in 1938 onder redactie van Maurice Piron.